# Trinkaus
Trinkaus je priimek v Sloveniji in tujini. Po podatkih Statističnega urada Republike Slovenije je na dan 1. januarja 2011 v Slovenji uporabljale ta priimek 78 oseb.  

## Znani slovenski nosilci priimka
- Vinko Trinkaus (1927 - 2010), pisatelj, dramatik, novinar in urednik

## Znani tuji nosilci priimka
- Erik Trinkaus, ameriški arheolog